# New Munich
New Munich – miasto w Stanach Zjednoczonych, w stanie Minnesota, w hrabstwie Stearns.